# Kościół Podwyższenia Krzyża Świętego w Zborowskiem
Kościół Podwyższenia Krzyża Świętego w Zborowskiem – kościół rzymskokatolicki w Zborowskiem (powiat lubliniecki, województwo śląskie).

## Historia i wnętrze

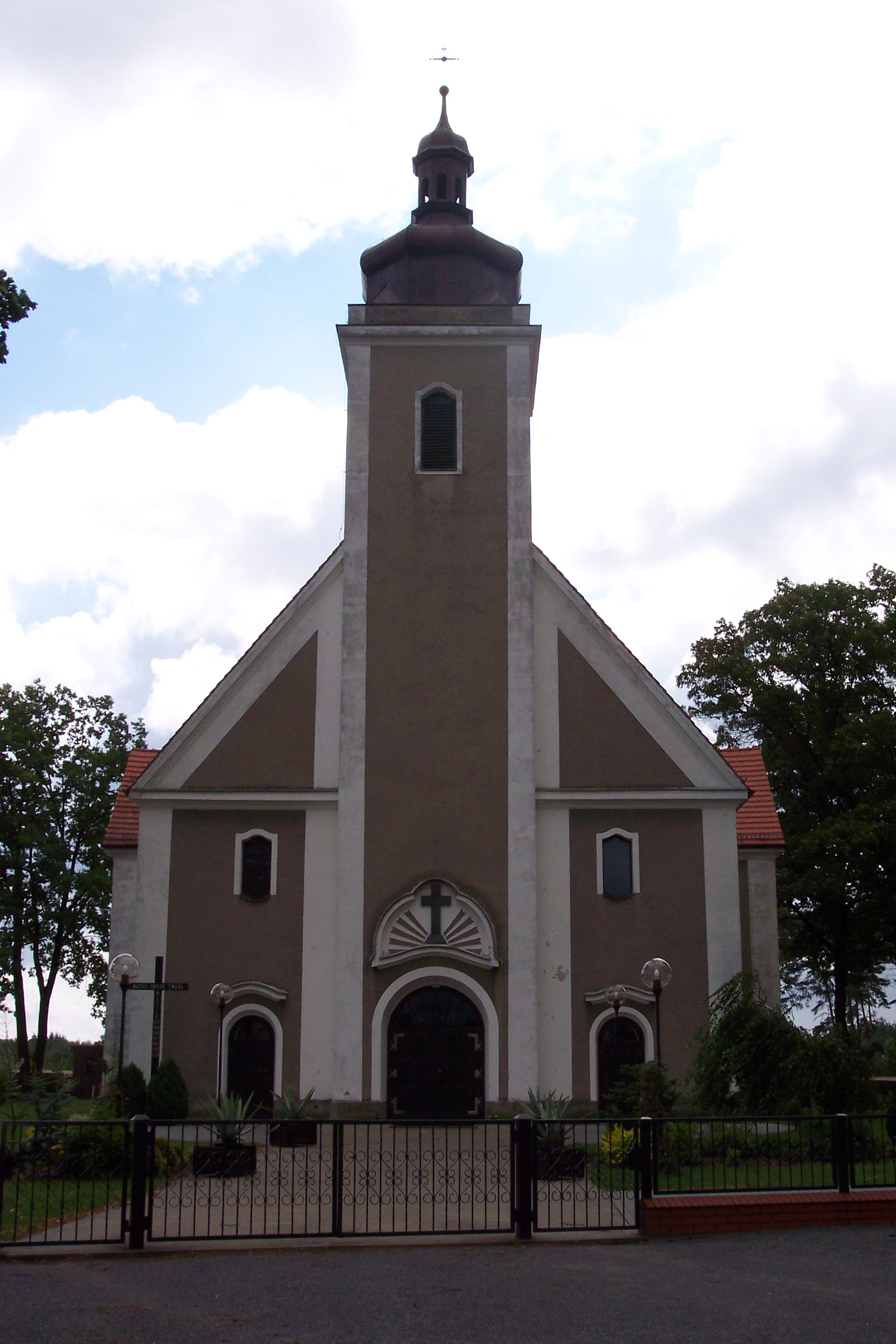
Widok z frontu

Murowany kościół został wybudowany w stylu neobarokowym, w latach 1921-1923. Został konsekrowany 12 sierpnia 1933 r. przez ks. kard. A. Bertrama.    
Pierwsze dwa witraże znajdujące się w oknach przy ołtarzu zostały wykonane i zamontowane przez firmę Adolf Seiler z Wrocławia, podczas budowy kościoła w 1923 roku. W 1990 roku przeprowadzono remont tych witraży. Witraż z lewej strony przedstawia: Objawienie Serca Pana Jezusa z klęczącą u jego stóp św. Małgorzatą Marią Alacoque, a witraż z prawej przedstawia: Matkę Boska Różańcową z świętym Dominikiem i świętą Ritą. Kolejne sześć witraży wykonała w latach 2008/09 Pracownia Artystyczna Witraży Agaty i Dariusza Loga z Bielska-Białej. Odzwierciedlają one tajemnicę światła w Różańcu Świętym.   
Organy najprawdopodobniej wykonał Paul Berschdorf z Nysy w 1923 roku. Z przekazów ustnych zachowała się informacja, że zostały odebrane z tego miasta, później rozebrane i ponownie zamontowane w kościele. Ostatni generalny remont odbył się w 2007 roku, a wykonała go firma organmistrzowska Henryka Hobera z Olesna.    
Pierwsze dzwony w tym kościele zostały przywiezione 13 grudnia 1922 roku. Wykonała je Ludwisarnia Geittner z Wrocławia. Trzy dzwony ważyły kolejno: 240, 320 i 450 kg. W 1944 roku dzwony zarekwirowano na cele wojenne. W 1974 roku staraniem parafian i O. Kiliana (emerytowanego księdza misjonarza z Klasztoru Sióstr Służebniczek NMP) zakupiono nowe dzwony w firmie Gogolak z Wrocławia. 1 września 1974 nowe dzwony poświęcił bp. Wacław Wycisk w asyście innych księży. Wiosną 2007 roku średni dzwon Matka Boża pękł, stąd w marcu tego roku odlano w Ludwisarni Felczyńskich, w Taciszowie nowy instrument w jego miejsce. Poświęcenia nowego dzwonu dokonał bp. Paweł Stobrawa dnia 19 sierpnia 2007 roku. Na wieży wisi jeszcze sygnaturka o wadze ok. 30 kg, której pochodzenie i czas w jakim znalazła się w świątyni jest niewiadome.      